# Richard Griffin (3e baron Braybrooke)
Richard Griffin, 3e baron Braybrooke (26 septembre 1783 - 13 mars 1858), connu sous le nom de Richard Neville jusqu'en 1797 et Richard Griffin, entre 1797 et 1825, est un homme politique britannique whig et une figure littéraire.

## Biographie

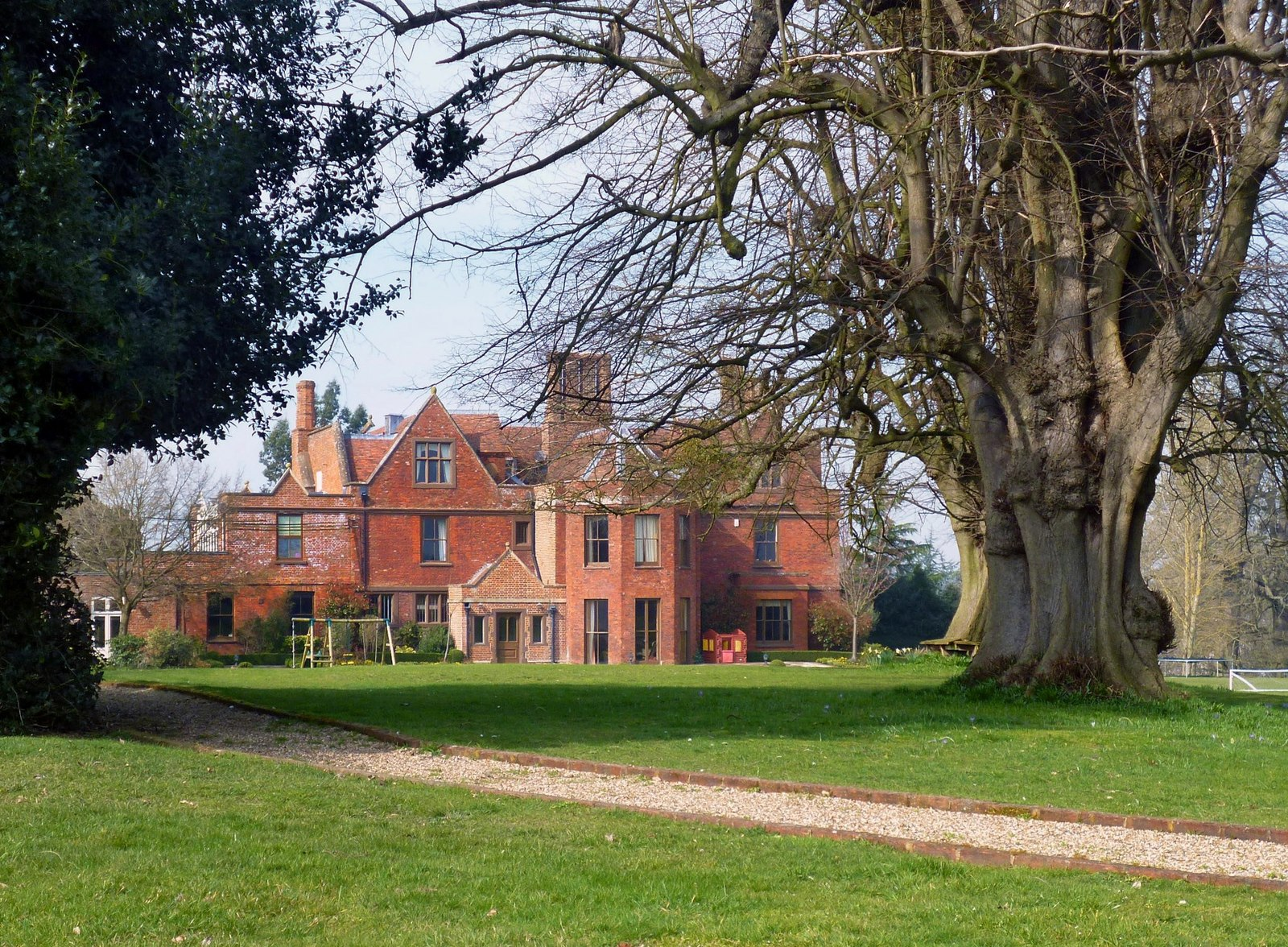
Stanlake Park, Berkshire

Né à Stanlake Park à Ruscombe dans le Berkshire, il est le fils de Richard Griffin (2e baron Braybrooke) et de Catherine, fille du premier ministre George Grenville. Son père hérite de la baronnie ainsi que d'Audley End House de son parent, John Griffin (4e baron Howard de Walden) et 1er baron Braybrooke, en 1797. Il fait ses études au Collège d'Eton et à Christ Church, à Oxford, et obtient un diplôme au Magdalene College, à Cambridge. En 1797, il prend, aux côtés de son père, par licence royale, le nom de famille de Griffin au lieu de son patronyme.

## Carrière
Il est élu au Parlement pour Thirsk en 1805, poste qu'il occupe jusqu'en 1806, puis représente Saltash en 1807, Buckingham entre 1807 et 1812 et le Berkshire entre 1812 et 1825. La dernière année, il succède à son père à la baronnie et siège à la Chambre des lords.
Il est l'éditeur du journal de Samuel Pepys, publié en 1825. Il publie aussi L'histoire d'Audley End et de Saffron Walden (1835) et La vie de Jane, Lady Cornwallis (1842). En 1838, il devient membre de la Society of Antiquaries. Entre 1853 et 1858, il est président de la Camden Society.

## Famille
Lord Braybrooke épouse Jane, fille de Charles Cornwallis (2e marquis Cornwallis), en 1819. Ils ont cinq fils et trois filles. Elle est décédée en septembre 1856, à l'âge de 57 ans. Lord Braybrooke lui survit deux ans plus tard et meurt à Audley End en mars 1858, à l'âge de 74 ans. Son fils aîné, Richard Neville (4e baron Braybrooke), lui succède comme baron. Ses deux fils suivants, Charles Neville (5e baron Braybrooke) et Latimer Neville (6e baron Braybrooke) deviennent également barons.